# 桜木調節池
桜木調節池（さくらぎちょうせつち）は、埼玉県さいたま市大宮区にある調節池。

## 経緯
1998年（平成10年）9月に発生した台風5号によって鴻沼川が氾濫。大宮駅西口付近では床上浸水など甚大な被害を受け、激甚災害に指定された。「床上浸水対策特別緊急事業」として鴻沼川の改修に取り組まれることとなり、主要事業として大宮区桜木町（建設当時は大宮市）に桜木調節池が整備されることとなった。もともとは湿地や農地があった場所を掘削している。1999年（平成11年）度に着手し、2006年（平成18年）度に完成した。面積は1.13 ha、調節容量56,000立方メートルとなっている。同時に建設された地下河川の流出立坑も調節地に放流される構造となっている。

## 桜木4丁目南公園
調節池の上部は桜木4丁目南公園として整備されている。